# Ammophila beniniensis
Ammophila beniniensis es una especie de avispa del género Ammophila, familia Sphecidae.

## Taxonomía
Fue descrito por primera vez en 1806 por Palisot de Beauvois. 